# 2761 Eddington
A 2761 Eddington (ideiglenes jelöléssel 1981 AE) a Naprendszer kisbolygóövében található aszteroida. Edward L. G. Bowell fedezte fel 1981. január 1-én.